# 마사이기린
마사이기린 또는 킬리만자로기린(Giraffa tippelskirchi)은 기린과의 포유동물이다. 육상 포유류 중에서 가장 키가 큰 종이다. 케냐와 탄자니아 그리고 잠비아에서 발견된다. 한때는 집단적으로 북부기린(Giraffa camelopardalis)의 아종으로 간주했지만, 2007년과 2016년의 연구를 통해 재구성된 기린속에 속하는 별도의 종들의 하나로 인식되고 있다. 로디지아기린(이전의 G. c. thornicrofti)은 한때 별도의 아종으로 간주했지만, 유전자 분석을 통해 마사이기린에 속하는 생태종의 일종으로 속하게 되었다. 전체적으로 야생에 32,550마리의 개체가 있는 것으로 추산하고 있으며, 이 중 550마리는 로디지아 표현형이다.
그물무늬기린보다 더 크고 더 사납다.
다 자란 기린의 천적은 사자, 나일악어다. 그러나 새끼 기린의 천적은 사자, 치타, 표범, 하이에나, 아프리카들개, 나일악어다.

## 아종
- 마사이기린 또는 킬리만자로기린 (G. tippelskirchi)
- 로디지아기린 또는 토니크라프트기린 (G. c. thornicrofti)

## 사진

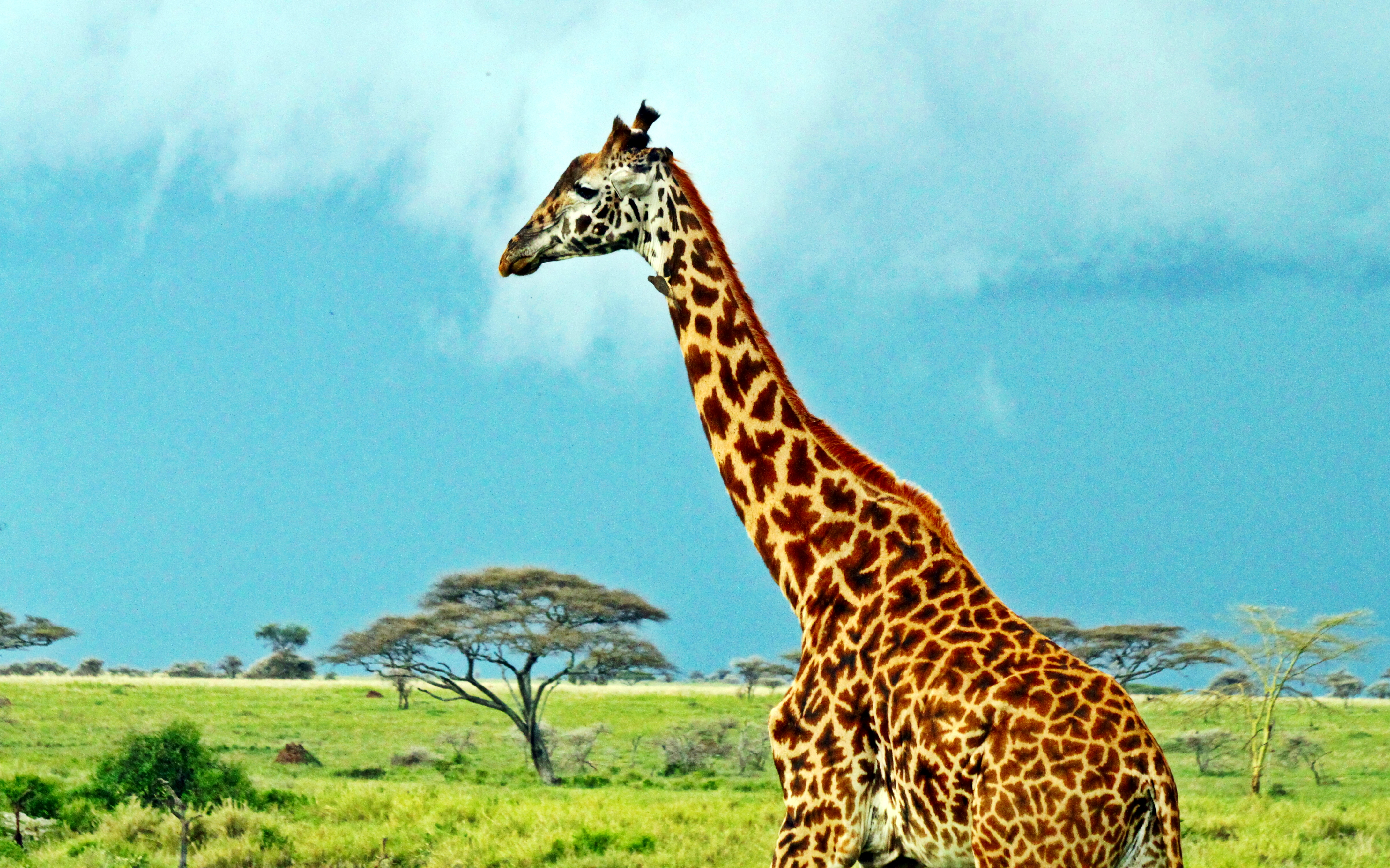
탄자니아 세렝게티 국립공원의 마사이기린
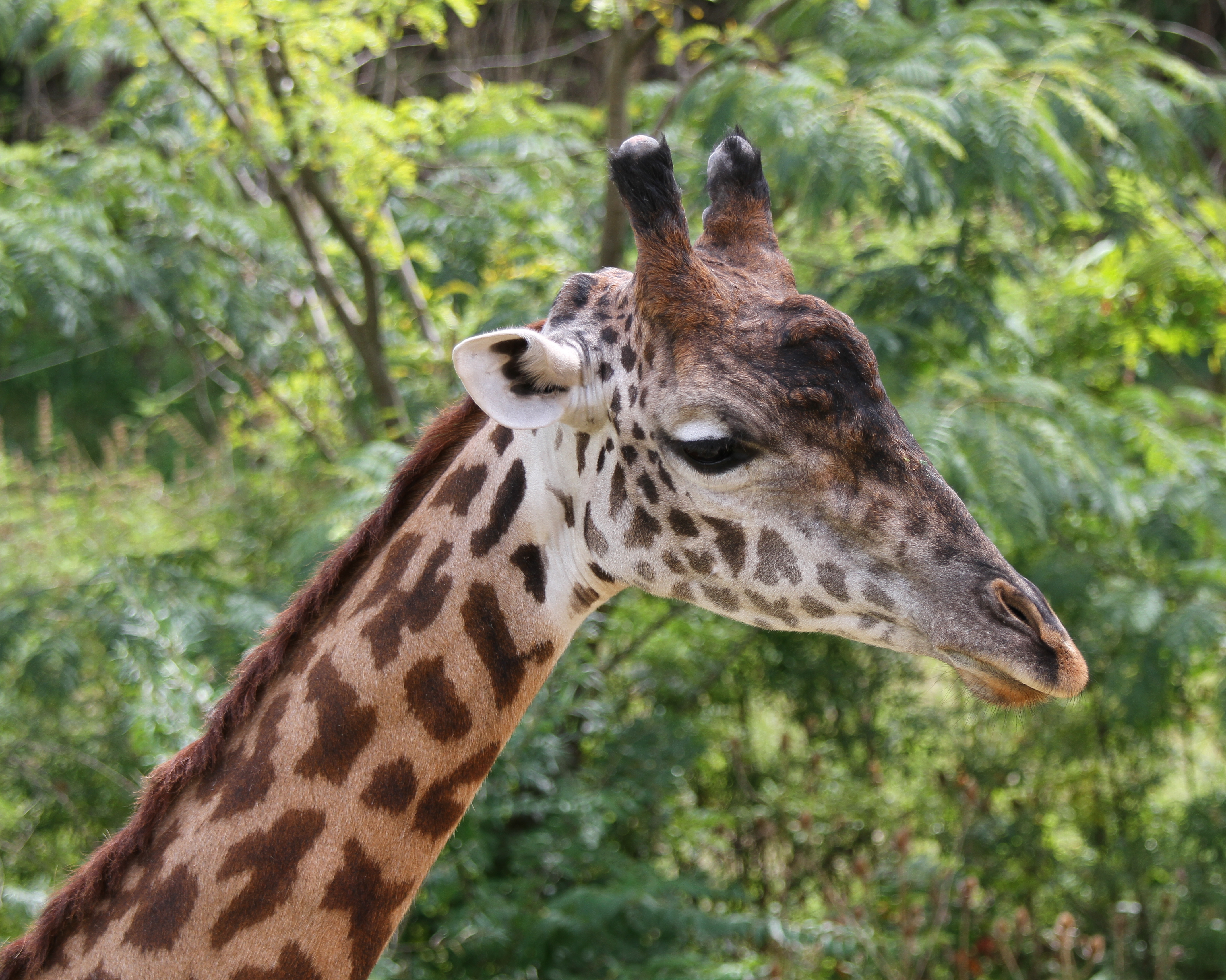
신시네티 동물원, 식물원의 기린
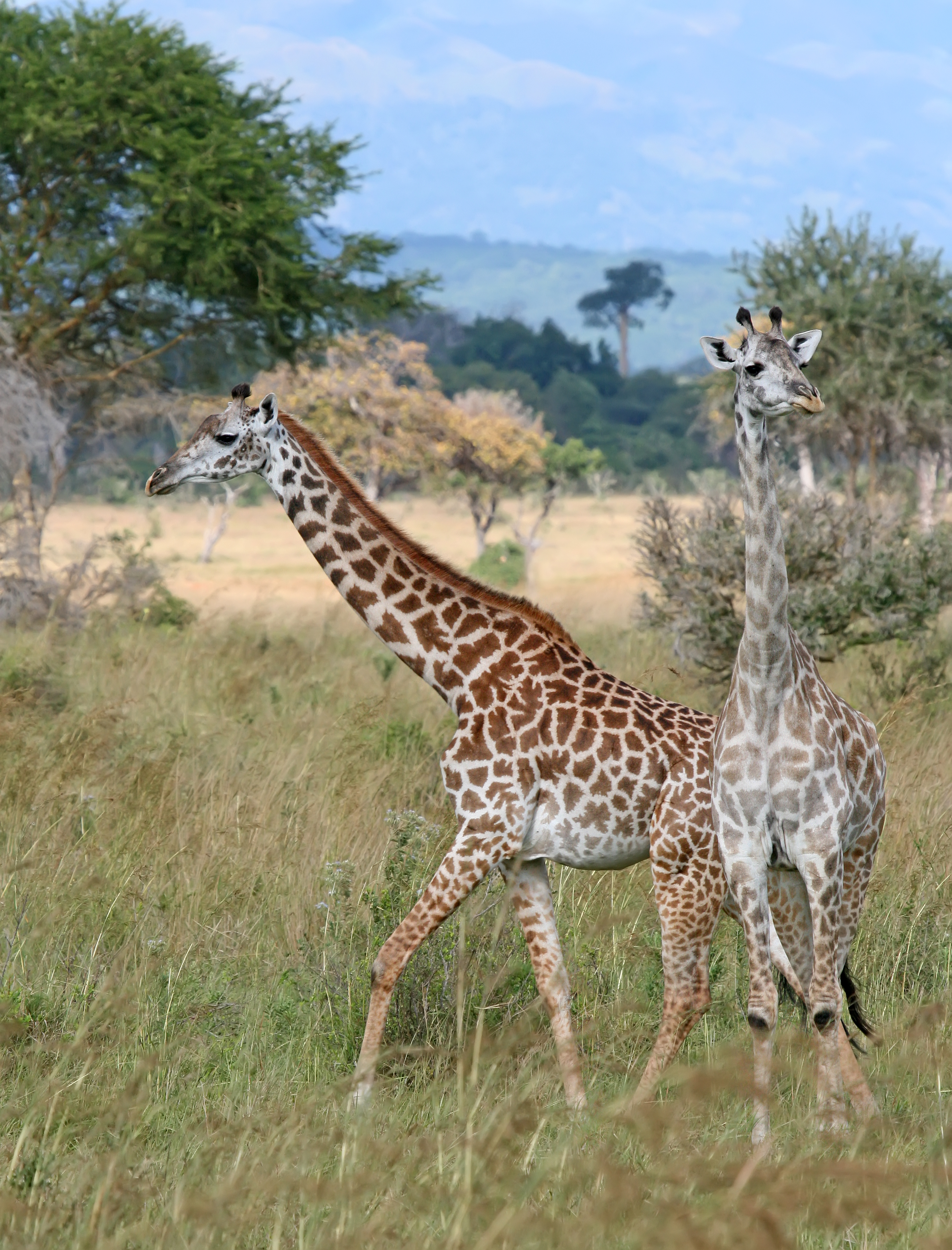
미쿠미 국립공원의 마시이기린 2마리
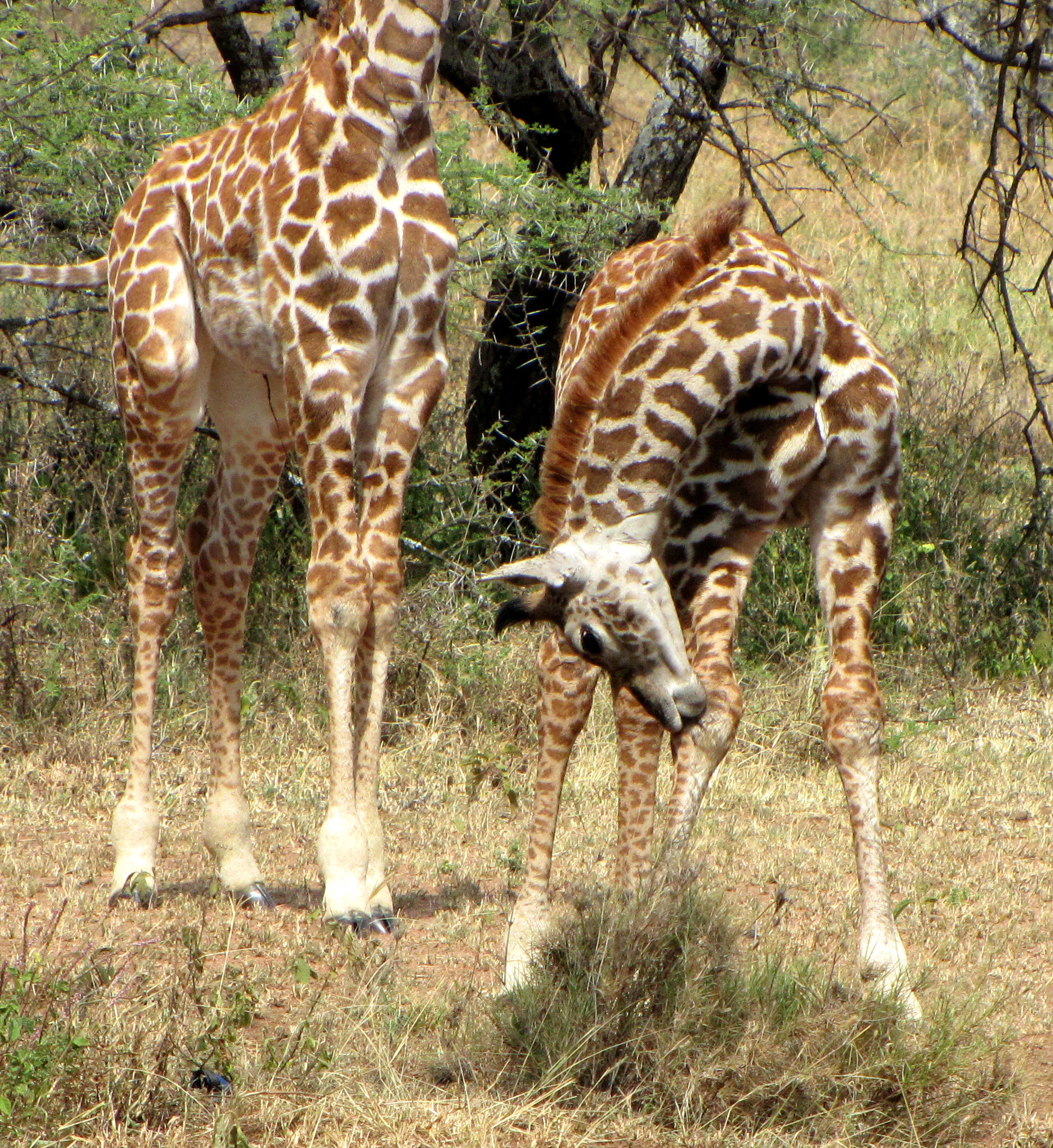
탄자니아 세렝게티 국립공원의 2주된 마사이기린

## 같이 보기
- 마사이인